# Lorne Joseph Violette
Lorne Joseph Violette est un chirurgien et un homme politique canadien. Il est né le 7 septembre 1884 à Saint-Léonard, au Nouveau-Brunswick. Son père est Bélonie R. Violette et sa mère est Sophie Smith. Il épouse Laura M. Ouellette le 4 février 1913 et le couple a un enfant. Il étudie au collège Saint-Joseph de Memramcook puis à l'Université Laval de Québec. Membre du parti libéral, il est député de Madawaska à l'Assemblée législative du Nouveau-Brunswick de 1922 à 1935.